# El Colombiano
El Colombiano ist eine konservative Tageszeitung aus Medellín, Kolumbien. Es ist eine der meistgelesenen Regionalzeitungen des Landes und gilt als eine der einflussreichsten Zeitungen im Departement Antioquia.

## Geschichte
Die erste Ausgabe von El Colombiano erschien am 6. Februar 1912 mit einer Auflage von 400 Exemplaren. Das Format war etwas größer als das eines Tabloids.  Gegründet wurde die Tageszeitung von Francisco de Paula Pérez Tamayo während seines Jurastudiums an der Universidad de Antioquia. Der Name „El Colombiano“ war eine Referenz an die Zeitung "El Colombiano" aus Bogotá, die General Daniel de Ángulo von 1900 bis 1904 herausgegeben hatte.  Das Einzelheft kostete drei Centavos im Verkauf und zwei Centavos für die Zeitungsausträger. Die Zeitung wurde in der Druckerei der „Sociedad de la Patria“ auf einer Liberty-Druckpresse gedruckt.
Das Unternehmen wurde mit einem Startkapital von dreihundert Pesos gegründet. Unterstützt wurde Francisco de Paula Pérez Tamayo durch den Erzbischof Manuel José Caicedo und Carlos Vásquez Latorre, einem Importeur von Papier und Druckerfarbe, sowie dem Arzt Juan B. Londoño.
Der erste Geschäftsführer war Macario Cárdenas. Im Jahr 1913 übernahm Don Pedro Pablo Pimienta die Leitung der Zeitung. Ab dem 1. Juli 1914 machte er sie zu einer Tageszeitung und gab ihr das heutige Standardformat.
Als der Krieg in Europa ausbrach, beauftragten die Zeitungen „El Colombiano“, „El Nuevo Tiempo“ aus Bogotá, „La Epoca“ aus Cartagena und „La Nación“ aus Barranquilla eine europäische Nachrichtenagentur, die Meldungen nach Buenaventura schickte und die von dort aus an die vier Zeitungen weitergeleitet wurden.

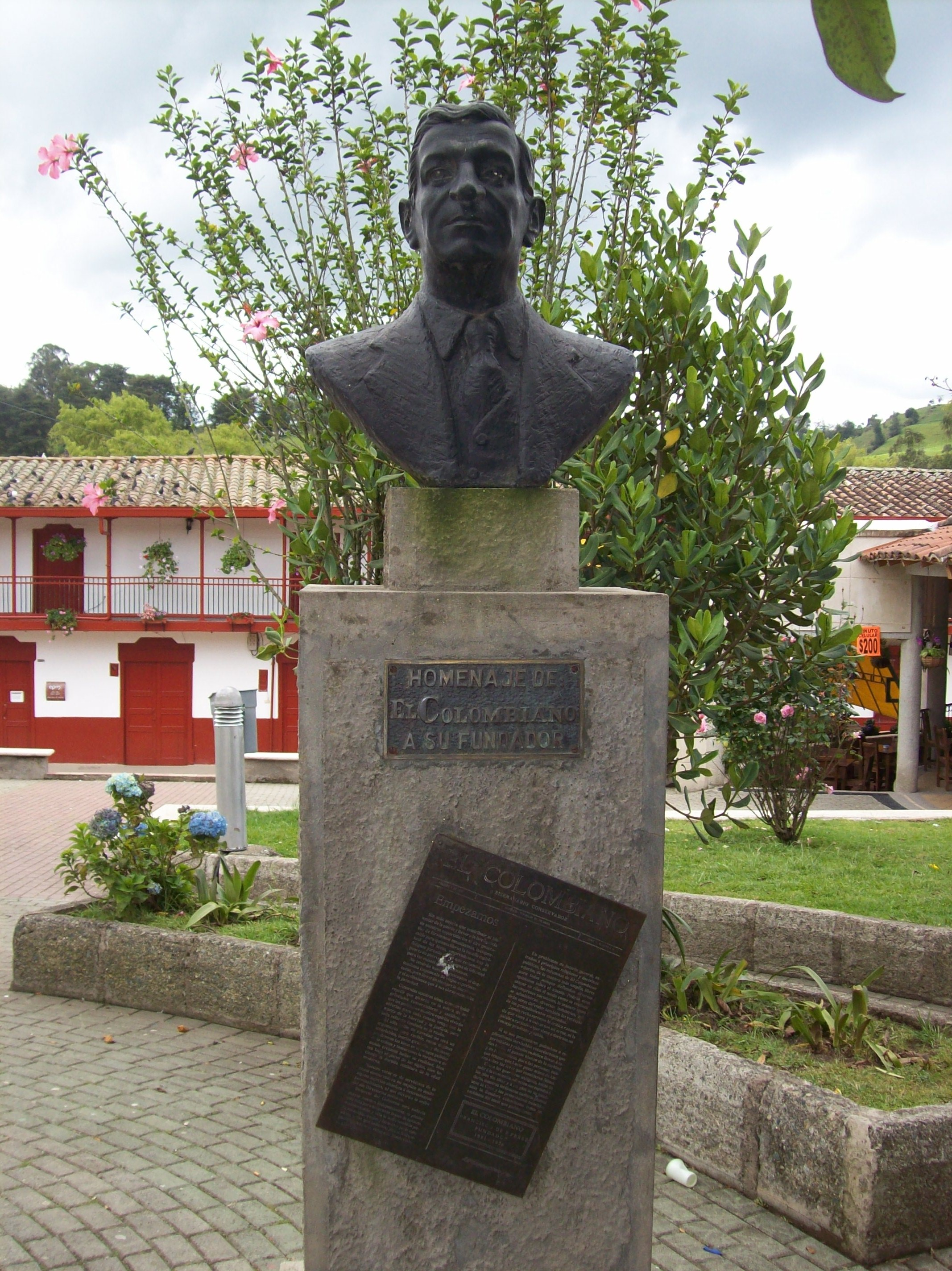
Hommage an Francisco de Paula Pérez in Entrerríos

Im Oktober 1914 brachte „EL COLOMBIANO“ nach der Ermordung von General Rafael Uribe Uribe seine erste Sonderausgabe heraus. Am Tag der Beerdigung veröffentlichte "EL COLOMBIANO" erneut eine Sonderausgabe.
Später übernahm der Völkerrechtler Jesús María Yepes alle Anteile und wurde alleiniger Eigentümer. Er erwarb die ersten beiden Linotype-Setzmaschinen. Sein Nachfolger wurde Julio César García, ein bedeutender Historiker und Gründer der Universität „La Gran Colombia“ in Bogotá.
Am 2. Januar 1930 kauften Julio C. Hernández und Fernando Gómez Martínez zusammen mit drei anderen Gesellschaftern die Zeitung.
Von 1947 bis 1963 wechselten sich Juan Zuleta Ferrer und Fernando Gómez Martínez als Chefredakteure von El Colombiano ab. Von 1963 bis zu seinem Tod am 14. Oktober 1984 war Juan Zuleta Ferrer alleiniger Chefredakteur.
Am 25. Oktober 1984 wurde Juan Gómez Martínez neuer Direktor, Alberto Velásquez Martínez stellvertretender Direktor und Luis Miguel De Bedout Hernández stellvertretender Geschäftsführer.
Am 23. November 1991 trat Ana Mercedes Gómez Martínez als Direktorin ihr Amt an, und Herr Luis Miguel De Bedout Hernández als Geschäftsführer.
Im August 2011 wurde mit einer Manroland Uniset 75 des deutschen Herstellers Manroland die Produktion der Zeitung modernisiert. Die Druckmaschine war 45 Meter lang und 11 Meter hoch, hatte drei Drucktürme und eine Trocknungseinheit. Sie löste die Goss Metroliner der Goss Printing Press Corp ab, die seit fast 30 Jahren im Einsatz gewesen war. Die neue Druckmaschine ermöglichte Vollfarb- und Hybriddruck mit Coldset- und Heatset-Verfahren.
Seit 2013 ist Martha Ortiz Gómez die Chefredakteurin von El Colombiano. Von 2013 bis Ende 2019 war Luis Miguel De Bedout Hernández Präsident.
Die Zeitung El Colombiano gehörte zur El Colombiano S.A., einen Medienunternehmen im Besitz der Familien Gómez und Hernández. Gómez und Hernández gehörte auch eine der beiden kolumbianischen Wirtschaftstageszeitungen, La República, die landesweit verbreitet ist.
Im Jahr 2019 übernahm die Familie Gómez 100 % der Unternehmensanteile und Pablo Gómez Mora wurde zum Geschäftleiter ernannt.
Im Jahr 2022 erwarb die Grupo Empresarial Antioqueño (GEA) für 50.000.000.000 Pesos eine Mehrheitsbeteiligung an El Colombiano.

## Design
Das aktuelle Format wurde 2012 anlässlich des hundertjährigen Jubiläums der Zeitung von einem Team aus Journalisten und Designern von ECOLAB, dem Innovationslabor von El Colombiano, in Zusammenarbeit mit der Innovation Media Consulting Group  entwickelt.